# برمك المجوسي
برمك المجوسي إليه يرجع أصل أسرة البرامكة التي تولت وزارة الدولة العباسية في الفترة من عام 170 هـ إلى 187 هـ، فهو أبو خالد بن برمك الذي تولى وزارة السفاح، وجد يحيى البرمكي الذي تولى وزارة هارون الرشيد. كان برمك المجوسي جد البرامكة الأول، وكان من سدنة بيت النار وخدامه الكبار، ولا يذكر له إسلامًا.

## أصله وسيرته
كرَّس برمك المجوسي نفسه لخدمة النوبهار، واشترك برمك وبنوه بسدانته، وكان برمك عظيم المقدار عندهم، والنوبهار كان معبد للمجوس بمدينة بلخ، توقد فيه النيران، وروى أبو الحسن علي بن الحسين المسعودي أن النوبهار بناه منوشهر بمدينة بلخ من خرسان على اسم القمر، وكان من يلي سدانته تعظمه الملوك في ذلك الصقع، وتنقاد لأمره وترجع إلى حكمه، وتحمل إليه الأموال، وكان الموكل بسدانته يدعى البرمك، وهذه سمه عامة لكل من وُلي سدانته، ومن أجل ذلك سميت البرامكة بهذا الاسم، ولأن خالد بن برمك كان من ولد من كان على هذا البيت، وكان بنيان هذا البيت من أعلى البنيان تشييدًا، وكانت تنصب على أعلاه الرماح عليها شقاق الحرير الخضر، طول الشقة مئة ذراع فما دون.
ولم يزل برمك يلي البونهار بعد برمك إلى أن افتتحت خرسان أيام خلافة عثمان بن عفان، وانتهت السدانة إلى برمك، فسار إلى عثمان مع رهائن، ثم رغب في الإسلام، فأسلم وسُمي عبد الله، ورجع إلى أهله وولده وبلده، فأنكروا إسلامه، فأجابهم برمك: «إني إنما دخلت في هذا الدين اختيارًا وعلمًا بفضله من غير رهبة، ولم أكن لأرجع إلى دين بادي العوار مهتك الأستار». فعضب عليه أحد الملوك اسمه نيزك طرخان، وزحف إليه في جمع كثير، فكتب إليه برمك: قد عرفت حبي للسلامة، وإني قد استنجدت الملوك فأنجدني، فاصرف عني أعنة خيلك، وإلا حملتني لقائك، فانصرف عنه، ثم استغره وبيته فقتله وعشرين من بنيه، فلم يبقى له سوى طفل وهو برمك أبو خالد بن برمك، فإن أمه هربت به وكان صغيرًا إلى بلاد القشمر من بلاد الهند، فنشأ هناك تعلم علم الطب والنجوم وهو على دين آبائه، ثم إن أهل بلاده أصابهم الطاعون، فكتبوا إلى برمك حتى قدم إليهم، فأجلسوه في مكان آبائه وتولى النوبهار، ثم تزوج برمك بنت ملك الصغانيان، فولدت له الحسن وبه يكنى. ويقول الحموي: «كان برمك يعكر النوبهار ويقول به، وهو اسم لبيت النار الذي ببلخ يعظم قدره بذلك، فصار ابنه خالد بن برمك بعده».